# Loconville
Ne doit pas être confondu avec Locon, ciommune du Pas-de-Calais.
Loconville est une commune française située dans le département de l'Oise, en région Hauts-de-France.

## Géographie

### Localisation

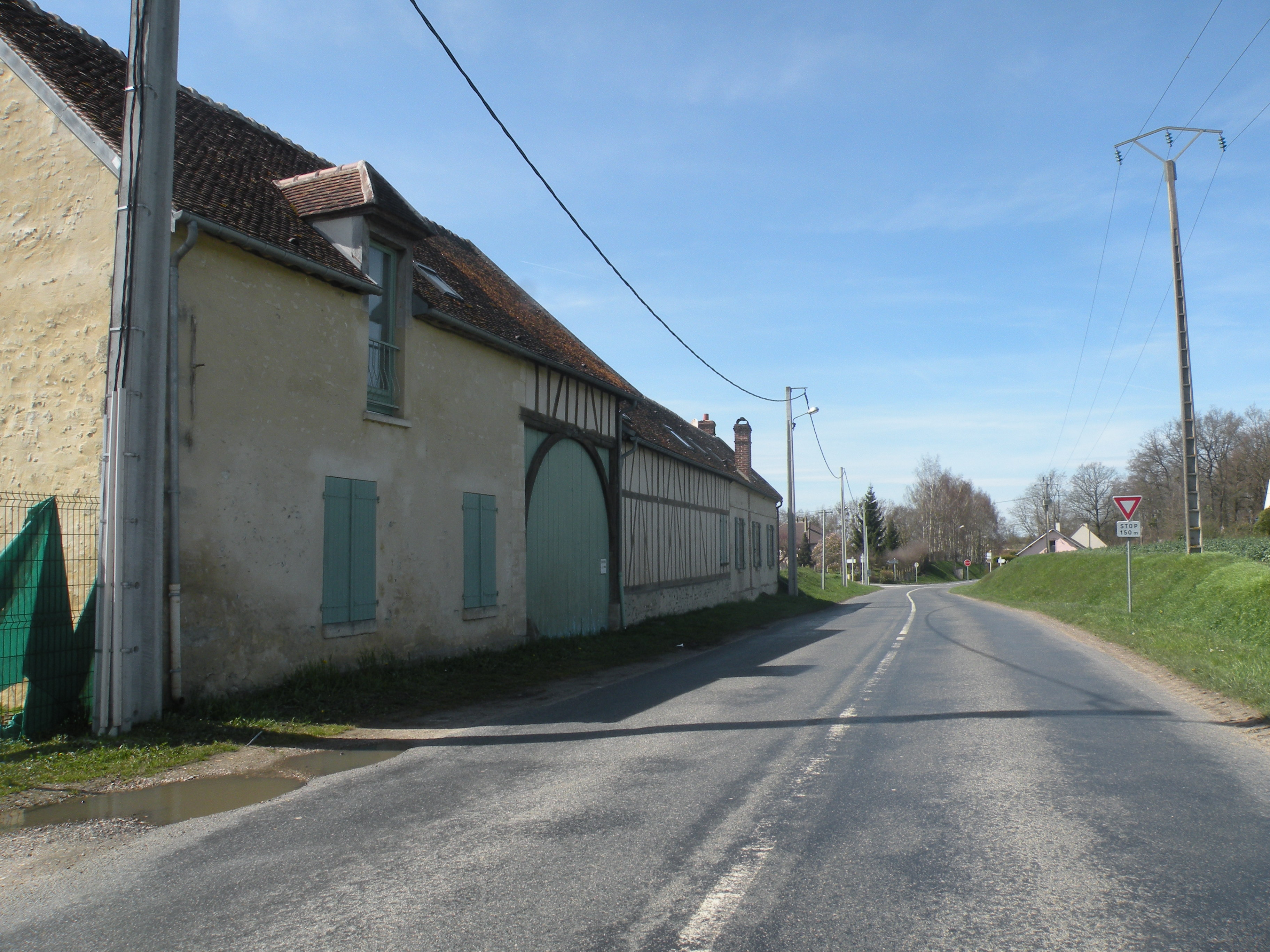
Entrée du village.

Loconville est une commune du vexin français jouxtant par l'est chaumont-en-Vexin et situé à vol d'oiseau à 11 km à l'est de Gisors,  63 km au sud-est de Rouen et 29 km de Gournay-en-Bray, 23 km au sud-ouest de Beauvais, 16 km à l'ouest de Méru et 27 km au nord-ouest de Pontoise.
La commune se trouve dans l'aire d'attraction de Paris, dans la zone d'emploi de Beauvais et dans le bassin de vie de Chaumont-en-Vexin.

### Communes limitrophes
Les communes limitrophes sont  Chaumont-en-Vexin, Fay-les-Étangs, La Corne-en-Vexin et Liancourt-Saint-Pierre.
| Chaumont-en-Vexin      |            | Boissy-le-Bois |
|                        | Loconville |                |
| Liancourt-Saint-Pierre |            | Fay-les-Étangs |

### Géologie et relief
La superficie de la commune est de 5,53 km2 ; son altitude varie de 63  à   106 mètres.
Elle se trouve dans une région de bocages, prairies vallonnée, bois et petits ruisseaux.
En 1859, Jean-Baptiste Frion décrit Loconville comme étant une « très-petite commune, dont le territoire, à contour irrégulier, constitue une plaine traversée par un vallon du nord au sud.
Le chef-lieu, central, est composé de deux rues, de deux ruelles et de quelques habitations, sur la route départementale n° 10, de Gisors à Chambly, qui passe au nord-est du village
La ferme de Gagny, de l'autre côté de cette route, est un
écart 
[...] Ce territoire est constitué par de la craie blanche recouverte du diluvium , des sables glauconieux inférieurs avec galets, et de la tourbe dans la vallée au sud »

### Hydrographie

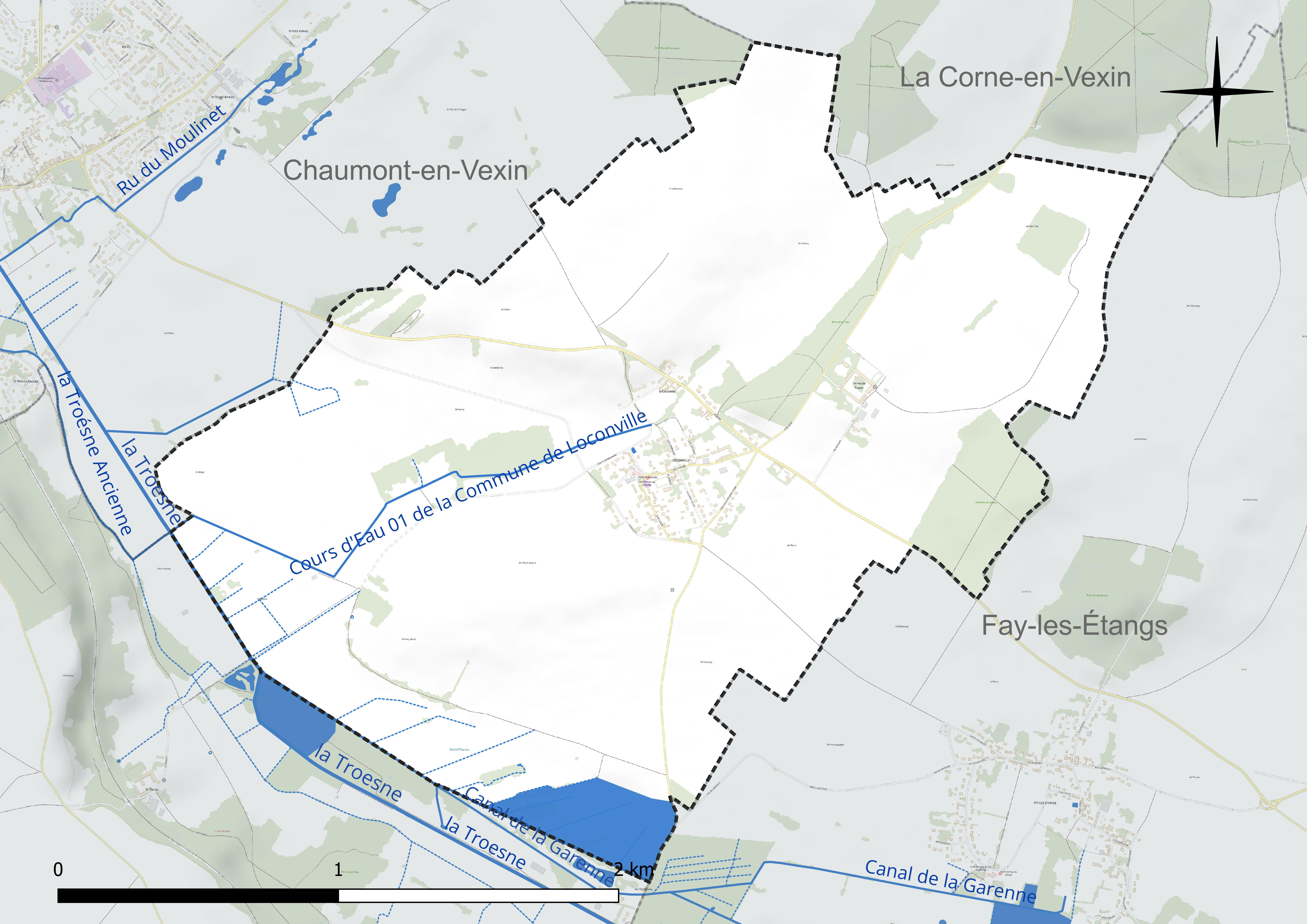
Réseau hydrographique de Loconville.

La commune est située dans le bassin Seine-Normandie.
Elle est drainée par la Troesne, le canal de la Garenne et le cours d'eau 01 de la commune de Loconville,,.
La Troesne, d'une longueur de 27 km, prend sa source dans la commune de Hénonville et se jette  dans l'Epte à Gisors, après avoir traversé douze communes.

### Climat
Pour des articles plus généraux, voir Climat des Hauts-de-France et Climat de l'Oise.
En 2010, le climat de la commune est de type climat océanique dégradé des plaines du Centre et du Nord, selon une étude du CNRS s'appuyant sur une série de données couvrant la période 1971-2000. En 2020, Météo-France publie une typologie des climats de la France métropolitaine dans laquelle la commune est exposée à un climat océanique et est dans la région climatique Sud-ouest du bassin Parisien, caractérisée par une faible pluviométrie, notamment au printemps (120 à 150 mm) et un hiver froid (3,5 °C).
Pour la période 1971-2000, la température annuelle moyenne est de 10,9 °C, avec une amplitude thermique annuelle de 14,5 °C. Le cumul annuel moyen de précipitations est de 710 mm, avec 11,6 jours de précipitations en janvier et 7,9 jours en juillet. Pour la période 1991-2020, la température moyenne annuelle observée sur la station météorologique la plus proche, située sur la commune de Jaméricourt à 6 km à vol d'oiseau, est de 11,0 °C et le cumul annuel moyen de précipitations est de 695,7 mm,. Pour l'avenir, les paramètres climatiques de la commune estimés pour 2050 selon différents scénarios d'émission de gaz à effet de serre sont consultables sur un site dédié publié par Météo-France en novembre 2022.

## Urbanisme

### Typologie
Au 1er janvier 2024, Loconville est catégorisée commune rurale à habitat dispersé, selon la nouvelle grille communale de densité à sept niveaux définie par l'Insee en 2022.
Elle est située hors unité urbaine. Par ailleurs la commune fait partie de l'aire d'attraction de Paris, dont elle est une commune de la couronne,.

### Occupation des sols

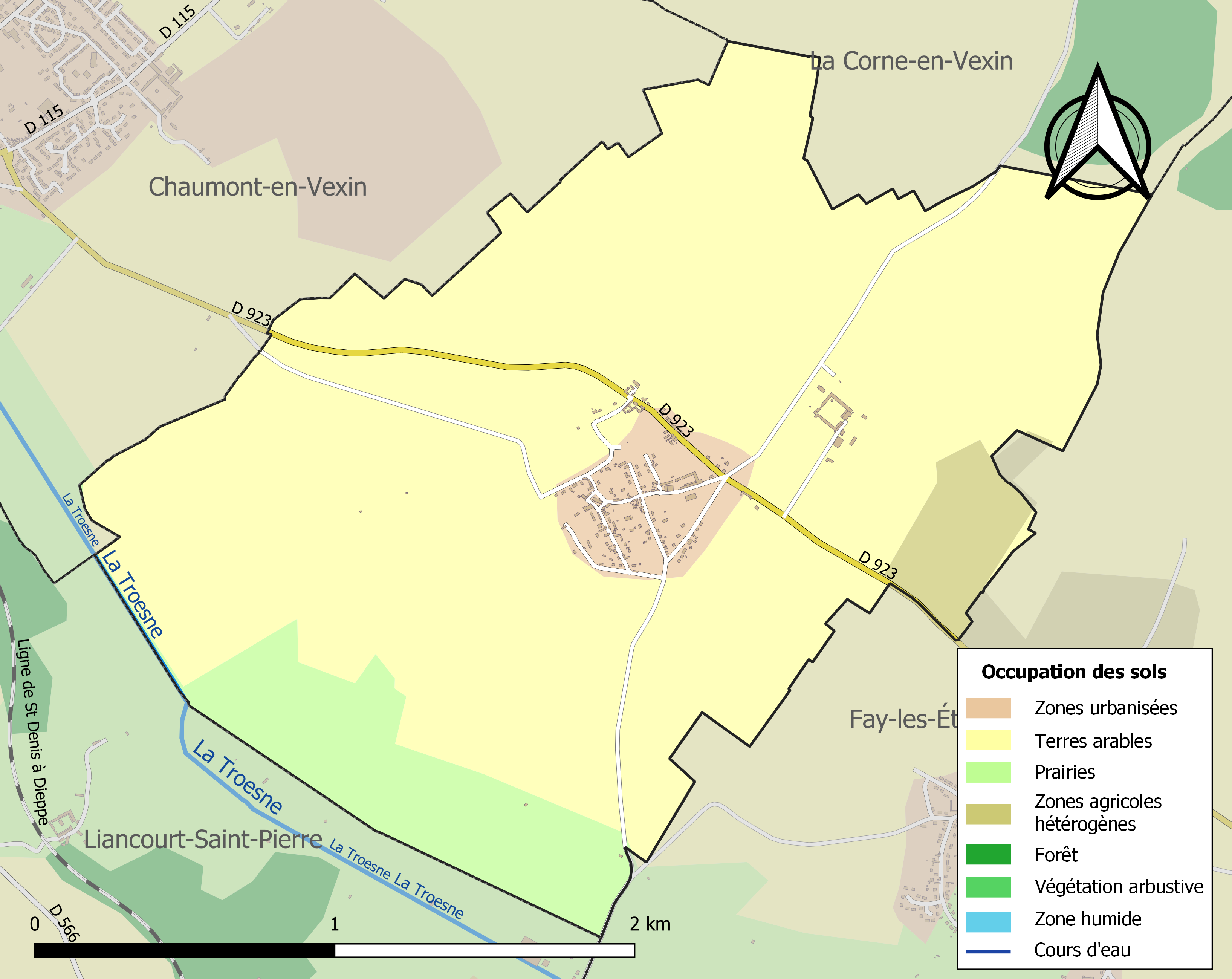
Carte des infrastructures et de l'occupation des sols de la commune en 2018 (CLC).

L'occupation des sols de la commune, telle qu'elle ressort de la base de données européenne d'occupation biophysique des sols Corine Land Cover (CLC), est marquée par l'importance des territoires agricoles (95,5 % en 2018), une proportion identique à celle de 1990 (95,5 %).
La répartition détaillée en 2018 est la suivante : terres arables (82,9 %), prairies (9,5 %), zones urbanisées (4,5 %), zones agricoles hétérogènes (3,1 %).
L'évolution de l'occupation des sols de la commune et de ses infrastructures peut être observée sur les différentes représentations cartographiques du territoire : la carte de Cassini (XVIIIe siècle), la carte d'état-major (1820-1866) et les cartes ou photos aériennes de l'IGN pour la période actuelle (1950 à aujourd'hui).

### Habitat et logement
En 2021, le nombre total de logements dans la commune était de 139, alors qu'il était de 136 en 2016 et de 129 en 2011.
Parmi ces logements, 92,7 % étaient des résidences principales, 5,8 % des résidences secondaires et 1,5 % des logements vacants. Ces logements étaient pour 90,5 % d'entre eux des maisons individuelles et pour 9,5 % des appartements.
Le tableau ci-dessous présente la typologie des logements à Loconville en 2021 en comparaison avec celle de l'Oise et de la France entière. Une caractéristique marquante du parc de logements est ainsi une proportion de résidences secondaires et logements occasionnels (5,8 %) supérieure à celle du département (2,4 %) mais inférieure à celle de la France entière (9,7 %).
| Typologie                                               | Loconville | Oise | France entière |
| ------------------------------------------------------- | ---------- | ---- | -------------- |
| Résidences principales (en %)                           | 92,7       | 90,5 | 82,2           |
| Résidences secondaires et logements occasionnels (en %) | 5,8        | 2,4  | 9,7            |
| Logements vacants (en %)                                | 1,5        | 7    | 8,1            |

### Voies de communication et transports
Loconville est desservie par l'ancienne route nationale 323 (actuelle RD 923), qui lui donne un accès aisé à Chaumont-en-Vexin et à Méru
La commune est desservie, en 2023, par les lignes d'autocars 608, 6106, 6133 et 6136 du réseau interurbain de l'Oise.

## Toponymie
Le nom apparaît en 821 sous la forme Linconovilla, puis Loconis villa en 1060. Il est formé d'un nom d'homme germanique suivi par le latin villa. Le nom d'homme, propriétaire du domaine, était soit Linco (Lincone au cas régime), soit Locho, Loko (Lochone au cas régime)

## Histoire

### Antiquité
Les restes d'un sanctuaire antique, avec un fanum et des retranchements, ont été retrouvés aux lieux-dits la Chaussée et les Trente Arpents. Des traces d'habitats d'époque romaine ont été repérées à plusieurs endroits. Une voie romaine de Paris à Beauvais via Petromantalum traversait le territoire de la commune.

### Ancien Régime
Jean-Baptiste Frion indique « Loconville, ancienne seigneurie, était aussi une ancienne paroisse à la nomination de l'archevêque de Rouen ».

### Époque contemporaine
De 1827 à 1833, la commune de Loconville, instituée par la Révolution française, est réunie à Fay-les-Étangs avant de recouvrer son autonomie.
En 1859, la commune dispose d'une école. La population vit exclusivement de l'agriculture.

## Politique et administration

### Rattachements administratifs et électoraux

#### Rattachements administratifs
La commune se trouve dans l'arrondissement de Beauvais du département de l'Oise.
Elle faisait partie depuis 1793 du canton de Chaumont-en-Vexin. Dans le cadre du redécoupage cantonal de 2014 en France, cette circonscription administrative territoriale a disparu, et le canton n'est plus qu'une circonscription électorale.

#### Rattachements électoraux
Pour les élections départementales, la commune fait partie depuis 2014 d'un nouveau canton de Chaumont-en-Vexin porté de 37 à 73 communes.
Pour l'élection des députés, elle fait partie de la deuxième circonscription de l'Oise.

### Intercommunalité
Loconville est membre de la communauté de communes du Vexin-Thelle, un établissement public de coopération intercommunale (EPCI) à fiscalité propre créé en 2000 et auquel la commune a transféré un certain nombre de ses compétences, dans les conditions déterminées par le code général des collectivités territoriales.

### Liste des maires
| Période                                  | Période                   | Identité           | Étiquette | Qualité                                                     |
| ---------------------------------------- | ------------------------- | ------------------ | --------- | ----------------------------------------------------------- |
| Les données manquantes sont à compléter. |                           |                    |           |                                                             |
|                                          |                           |                    |           |                                                             |
| mars 1977                                | 2014                      | Philippe Pasquelin | DVD       | Exploitant agricole Chevalier de l'Ordre national du Mérite |
| 2014                                     | En cours (au 3 juin 2024) | Serge Steinmayer   |           | Entrepreneur en bâtiment Réélu pour le mandat 2020-2026     |

## Population et société

### Démographie

#### Évolution démographique
L'évolution du nombre d'habitants est connue à travers les recensements de la population effectués dans la commune depuis 1793. Pour les communes de moins de 10 000 habitants, une enquête de recensement portant sur toute la population est réalisée tous les cinq ans, les populations de référence des années intermédiaires étant quant à elles estimées par interpolation ou extrapolation. Pour la commune, le premier recensement exhaustif entrant dans le cadre du nouveau dispositif a été réalisé en 2005.

En 2022, la commune comptait 331 habitants, en évolution de −2,65 % par rapport à 2016 (Oise : +0,87 %, France hors Mayotte : +2,11 %).
| 1793 | 1800 | 1806 | 1821 | 1836 | 1841 | 1846 | 1851 | 1856 |
| ---- | ---- | ---- | ---- | ---- | ---- | ---- | ---- | ---- |
| 144  | 156  | 150  | 169  | 165  | 170  | 164  | 177  | 163  |

| 1861 | 1866 | 1872 | 1876 | 1881 | 1886 | 1891 | 1896 | 1901 |
| ---- | ---- | ---- | ---- | ---- | ---- | ---- | ---- | ---- |
| 171  | 168  | 170  | 153  | 171  | 164  | 166  | 170  | 177  |

| 1906 | 1911 | 1921 | 1926 | 1931 | 1936 | 1946 | 1954 | 1962 |
| ---- | ---- | ---- | ---- | ---- | ---- | ---- | ---- | ---- |
| 166  | 160  | 140  | 148  | 141  | 142  | 153  | 155  | 136  |

| 1968 | 1975 | 1982 | 1990 | 1999 | 2005 | 2006 | 2010 | 2015 |
| ---- | ---- | ---- | ---- | ---- | ---- | ---- | ---- | ---- |
| 206  | 225  | 233  | 255  | 259  | 313  | 324  | 351  | 342  |

| 2020 | 2022 | - | - | - | - | - | - | - |
| ---- | ---- | - | - | - | - | - | - | - |
| 332  | 331  | - | - | - | - | - | - | - |

#### Pyramide des âges
La population de la commune est relativement jeune.
En 2018, le taux de personnes d'un âge inférieur à 30 ans s'élève à 38,6 %, soit au-dessus de la moyenne départementale (37,3 %). À l'inverse, le taux de personnes d'âge supérieur à 60 ans est de 19,9 % la même année, alors qu'il est de 22,8 % au niveau départemental.
En 2018, la commune comptait 173 hommes pour 162 femmes, soit un taux de 51,64 % d'hommes, largement supérieur au taux départemental (48,89 %).
Les pyramides des âges de la commune et du département s'établissent comme suit.
| Hommes | Classe d’âge | Femmes |
| ------ | ------------ | ------ |
| 0,0    | 90 ou +      | 0,6    |
| 5,3    | 75-89 ans    | 4,3    |
| 14,6   | 60-74 ans    | 14,9   |
| 24,6   | 45-59 ans    | 21,1   |
| 17,0   | 30-44 ans    | 20,5   |
| 18,7   | 15-29 ans    | 16,8   |
| 19,9   | 0-14 ans     | 21,7   |

| Hommes | Classe d’âge | Femmes |
| ------ | ------------ | ------ |
| 0,5    | 90 ou +      | 1,4    |
| 5,5    | 75-89 ans    | 7,6    |
| 15,6   | 60-74 ans    | 16,3   |
| 20,8   | 45-59 ans    | 20     |
| 19,4   | 30-44 ans    | 19,4   |
| 17,6   | 15-29 ans    | 16,2   |
| 20,6   | 0-14 ans     | 19,1   |

## Culture locale et patrimoine

### Lieux et monuments
- L'église Saint-Lucien, construite au XIIe siècle, est constituée d'une nef unique construite en silex et moellons mélangés, d'une travée  d’une qualité remarquable et portant le clocher en bâtière carré, ainsi que du chœur rectangulaire, reconstruit au second quart du XVIe siècle avec deux nouvelles travées dont les baies latérales sont de style Renaissance.
À l'intérieur, deux remarquables retables avec dais, de la fin du XVIe siècle encadrent la travée du clocher[26],[27].

- Tout autour de l'église, se trouve le petit cimetière communal où reposent Eddie Vartan et ses parents.
- Le manoir de Gagny, situé sur la route de Boissy-le-Bois, fut la propriété de la famille Vartan dans les années 1960 jusqu'à la mort d'Eddie Vartan[28]. On y trouve une ferme datant de 1209 attenante appelée « la ferme de Gagny ».
- Au croisement des routes venant de Chaumont-en-Vexin, de Liancourt-Saint-Pierre et de Boissy-le-Bois, on trouve un calvaire élevé en 1841 dont le socle comporte des niches avec les statuettes de saint Lucien, sainte Madeleine et saint Jean.
- Four à pain, rénové en 2019[29]

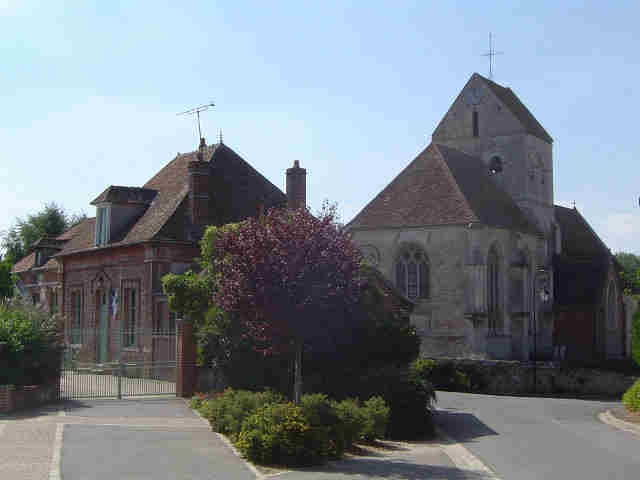
La mairie et l'église.
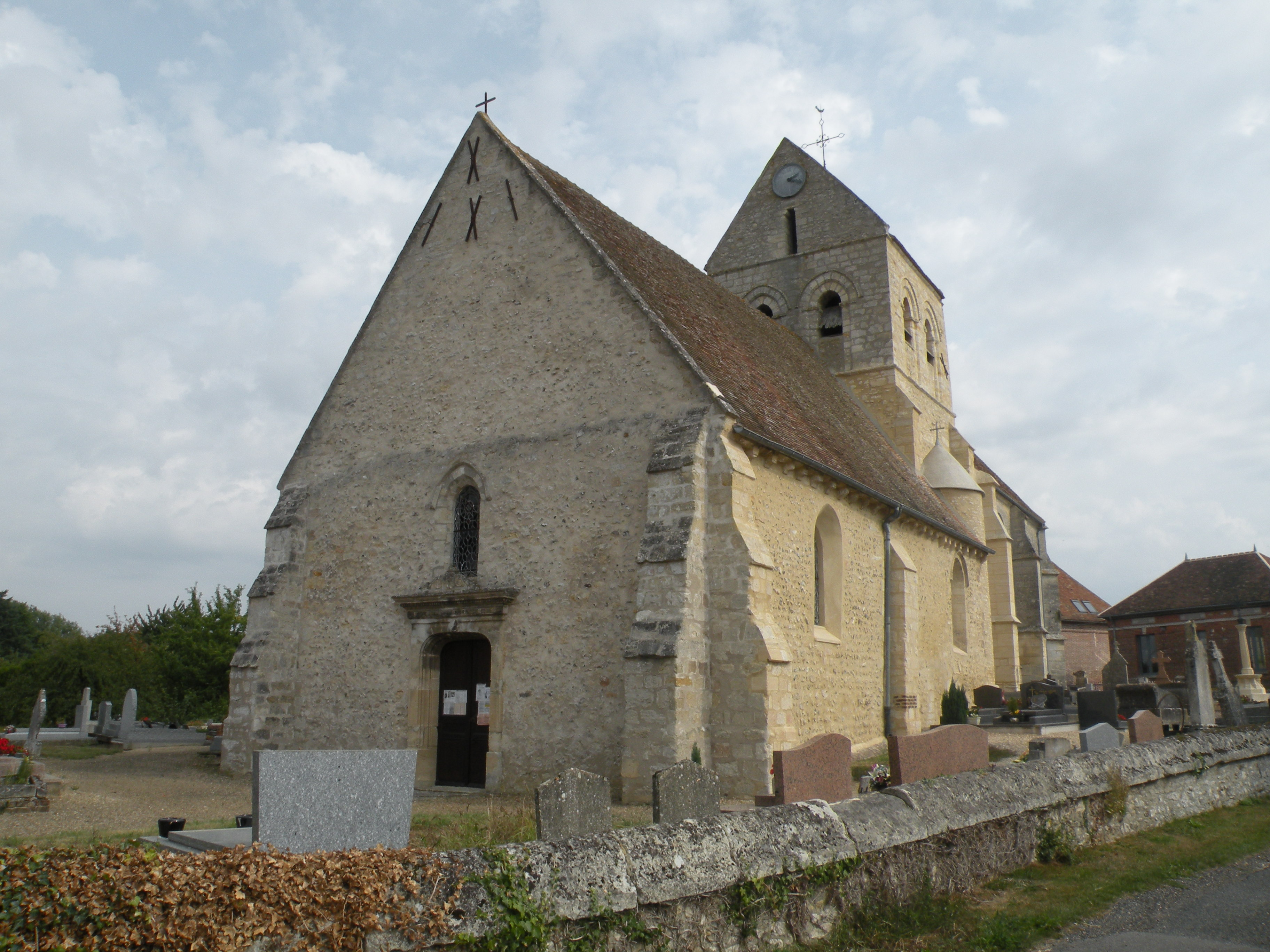
La façade de l'église Saint-Lucien...
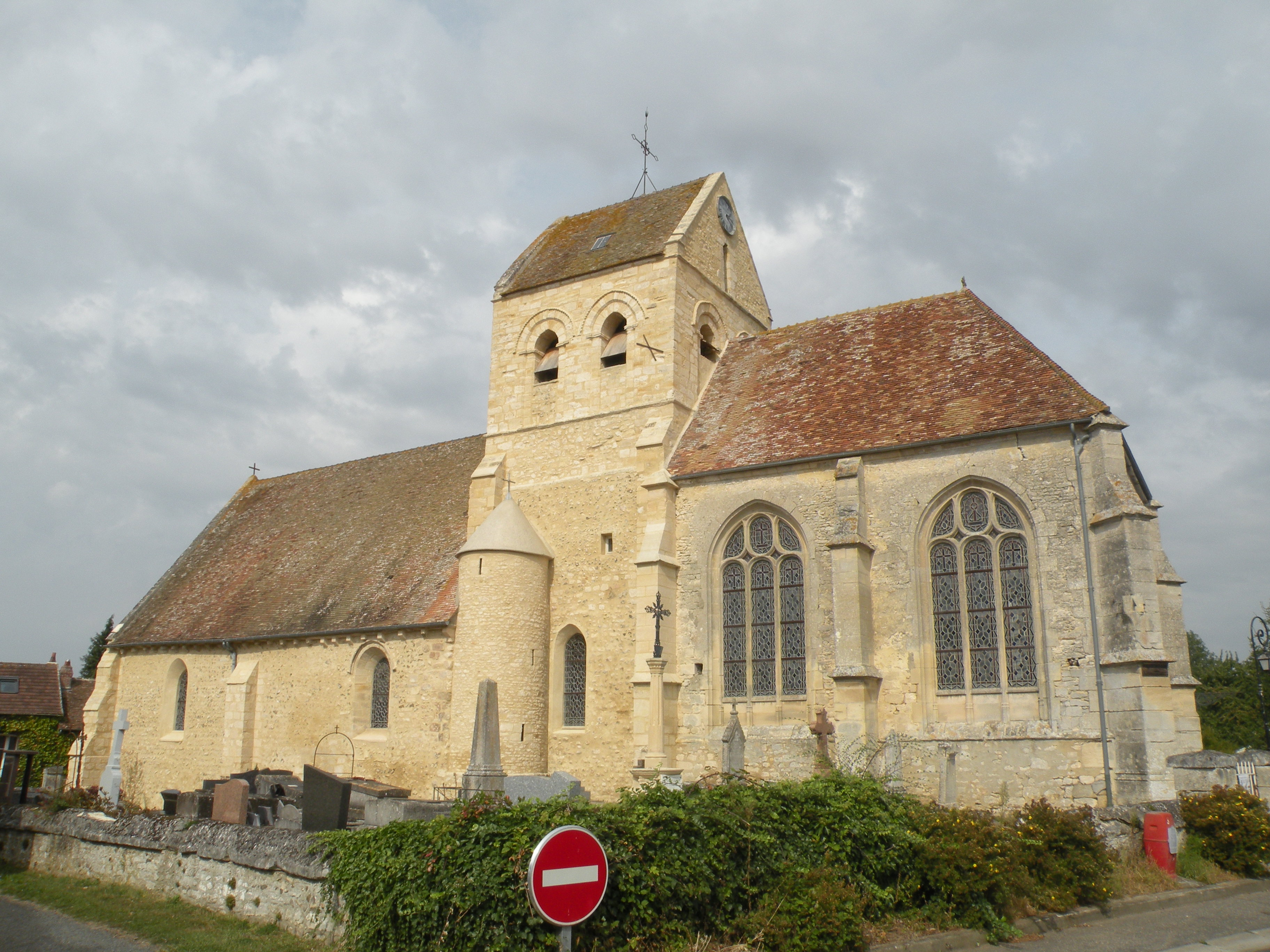
... Son côté...
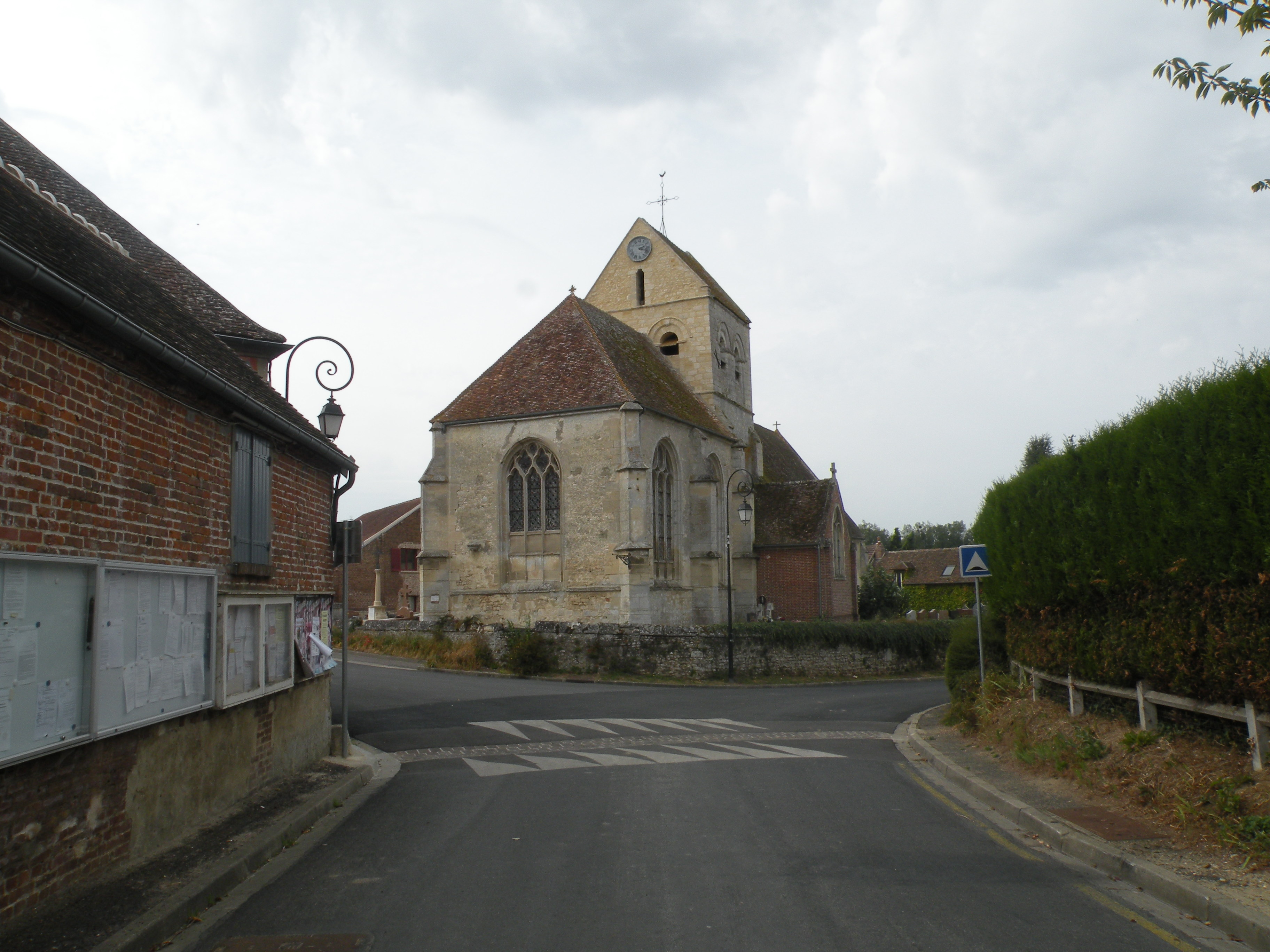
... Et son chevet.
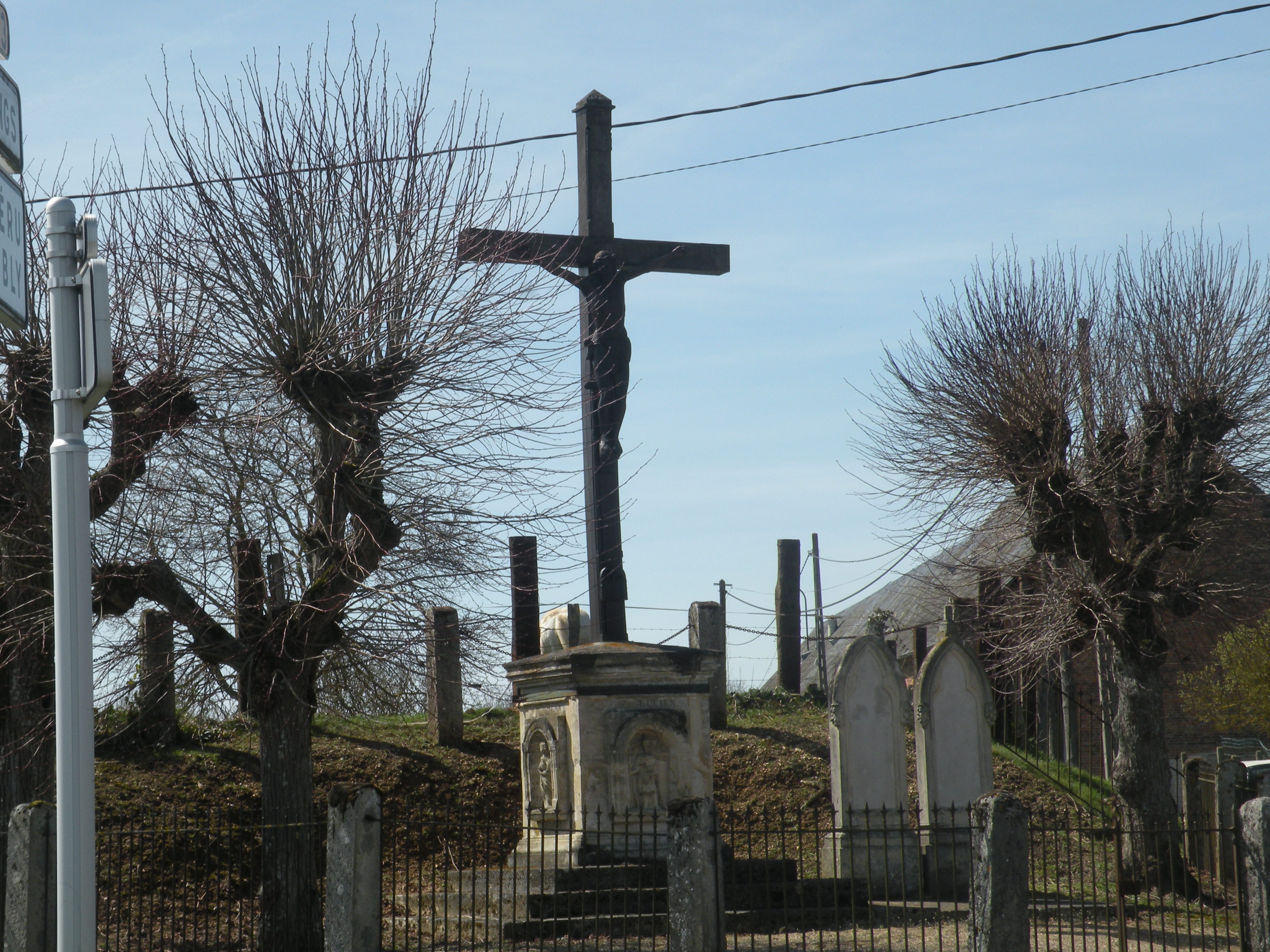
Le calvaire...
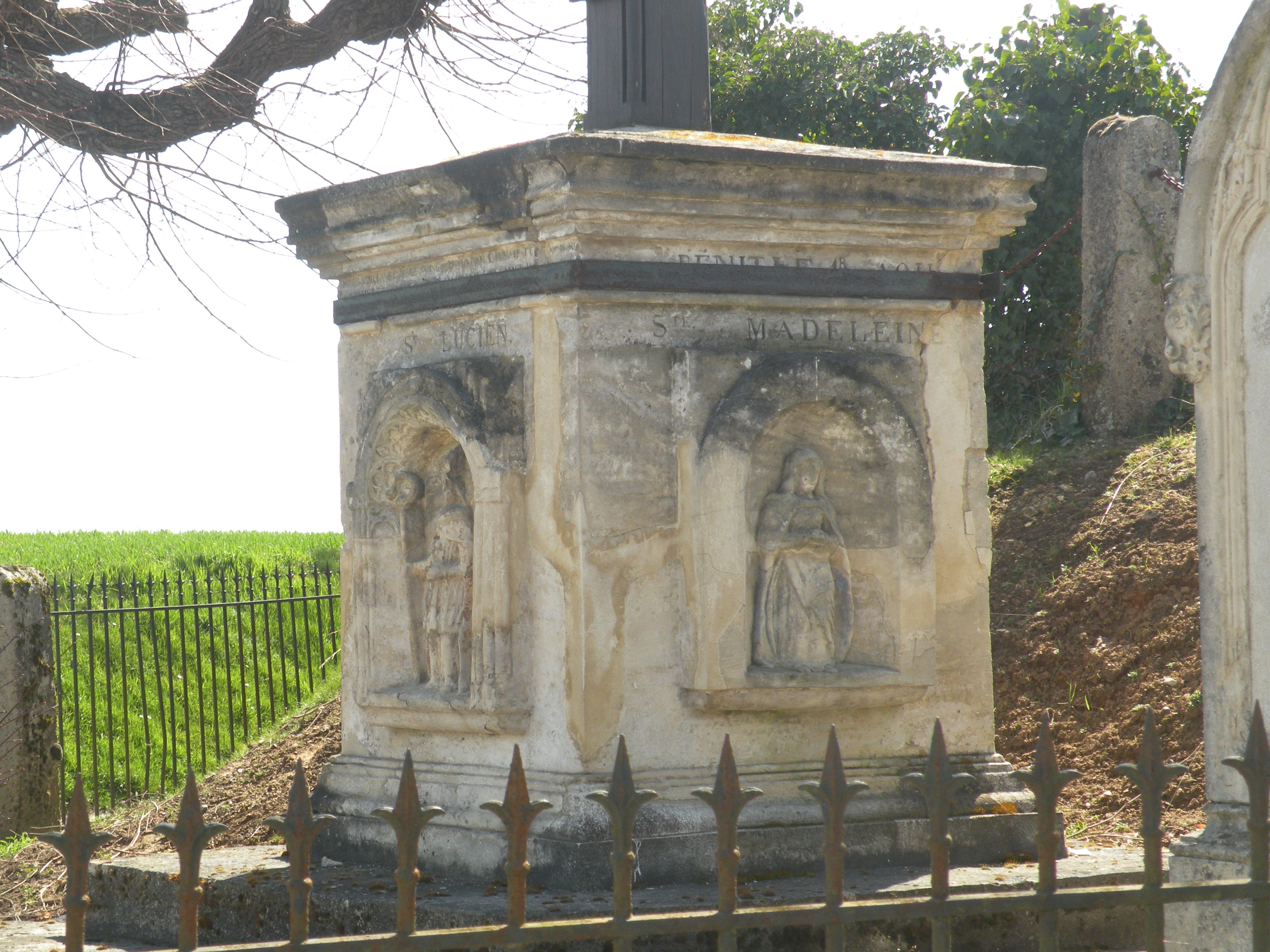
...et son socle orné.

### Personnalités liées à la commune
- Johnny Hallyday et Sylvie Vartan se sont mariés dans l'église communale le 12 avril 1965[30].
- La famille Vartan habite le manoir de Gagny de 1963 à 2001[31].

### Héraldique
| Blason de Loconville | Blason  | D'azur au chevron d'argent accompagné en chef de deux coquilles et en pointe d'un cor, le tout d'or. |
| Blason de Loconville | Détails | Adopté en 1998.                                                                                      |

## Pour approfondir